# Giovanni Croce
Giovanni Croce (* 1557 in Chioggia; † 15. Mai 1609 in Venedig) war ein italienischer Komponist, Kapellmeister und Priester der venezianischen Renaissance.

## Leben und Wirken
Giovanni Croce war ein Schüler von Gioseffo Zarlino. Er wirkte ab 1565 als Chorknabe und Sänger, ab 1594 als Vizekapellmeister und von 1603 bis 1609 als Kapellmeister an Markusdom in Venedig. Er war bedeutend für die Entwicklung des konzertierenden Stils der venezianischen Schule. Er komponierte u. a. Madrigale, Kanzonetten, Motetten, Messen und Orgelmusik. Durch eine in der Mitte der 1590er Jahre geschlossene Bekanntschaft mit John Dowland fanden seine Werke in England Verbreitung.